# Academia Goiana de Letras
A Academia Goiana de Letras - com sigla AGL, instalada em 29 de abril de 1939 sob a presidência do interventor Pedro Ludovico Teixeira, é a entidade literária representativa do estado brasileiro de Goiás, tendo sua sede na cidade de Goiânia.

## Histórico
Ainda no ano de 1904, na cidade de Goiás, foi fundada uma Academia Goiana, tendo como idealizadora Eurídice Natal e Silva. Essa instituição precursora durou até 1909.
Sua primeira reunião preparatória ocorreu a 28 de março de 1939, objetivando deliberar sobre sua definitiva instalação, contando com a presença de seu idealizador, Colemar Natal e Silva - filho da idealizadora da Academia primitiva.

### Constituição inicial
A AGL possuía, então, 21 Cadeiras, com os seguintes membros fundadores e Patronos:
| Cadeira | Patrono                        | Fundador                       |
| 1       | Couto Magalhães                | Pedro Ludovico Teixeira        |
| 2       | Carvalho Ramos                 | Vasco dos Reis Gonçalves       |
| 3       | Padre Gonzaga                  | Vítor Coelho de Almeida        |
| 4       | Félix de Bulhões               | Colemar Natal e Silva          |
| 5       | Fagundes Varela                | Guilherme Xavier de Almeida    |
| 6       | Cunha Matos                    | Dário Cardoso                  |
| 7       | J. P. Alencastre               | João Teixeira Álvares          |
| 8       | Alceu Vítor Rodrigues          | Sebastião Fleury               |
| 9       | Americano do Brasil            | Luís do Couto                  |
| 10      | Moisés Santana                 | Albatênio Godói                |
| 11      | Rodolpho da Silva Marques      | Cyllenêo de Araujo (Leo Lynce) |
| 12      | Mons. Inácio Xavier            | Gelmires Reis                  |
| 13      | Joaquim Bonifácio              | José Xavier de Almeida Júnior  |
| 14      | Hugo de Carvalho Ramos         | Paulo Fleury da Silva e Souza  |
| 15      | Bernardo Guimarães             | Ricardo Paranhos               |
| 16      | Manuel de Macedo               | Augusto Rios                   |
| 17      | Henrique Silva                 | Gercino Monteiro               |
| 18      | Silva e Sousa                  | Joaquim Ferreira               |
| 19      | Olegário Pinto                 | José Magalhães                 |
| 20      | Joaquim Xavier Guimarães Natal | Mário de Alencastro Caiado     |
| 21      | Machado de Assis               | José da Costa Pereira          |